# Comuna Lozuvatka, Kompaniivka
Lozuvatka (în ucraineană Лозуватка) este o comună în raionul Kompaniivka, regiunea Kirovohrad, Ucraina, formată din satele Drujba, Lozuvatka (reședința) și Voloșkî.

## Demografie
Componența lingvistică a comunei Lozuvatka
     Ucraineană (96,75%)
     Rusă (1,12%)
     Alte limbi (0,89%)
Conform recensământului din 2001, majoritatea populației comunei Lozuvatka era vorbitoare de ucraineană (96,75%), existând în minoritate și vorbitori de armeană (1,23%) și rusă (1,12%).